# Kem sữa

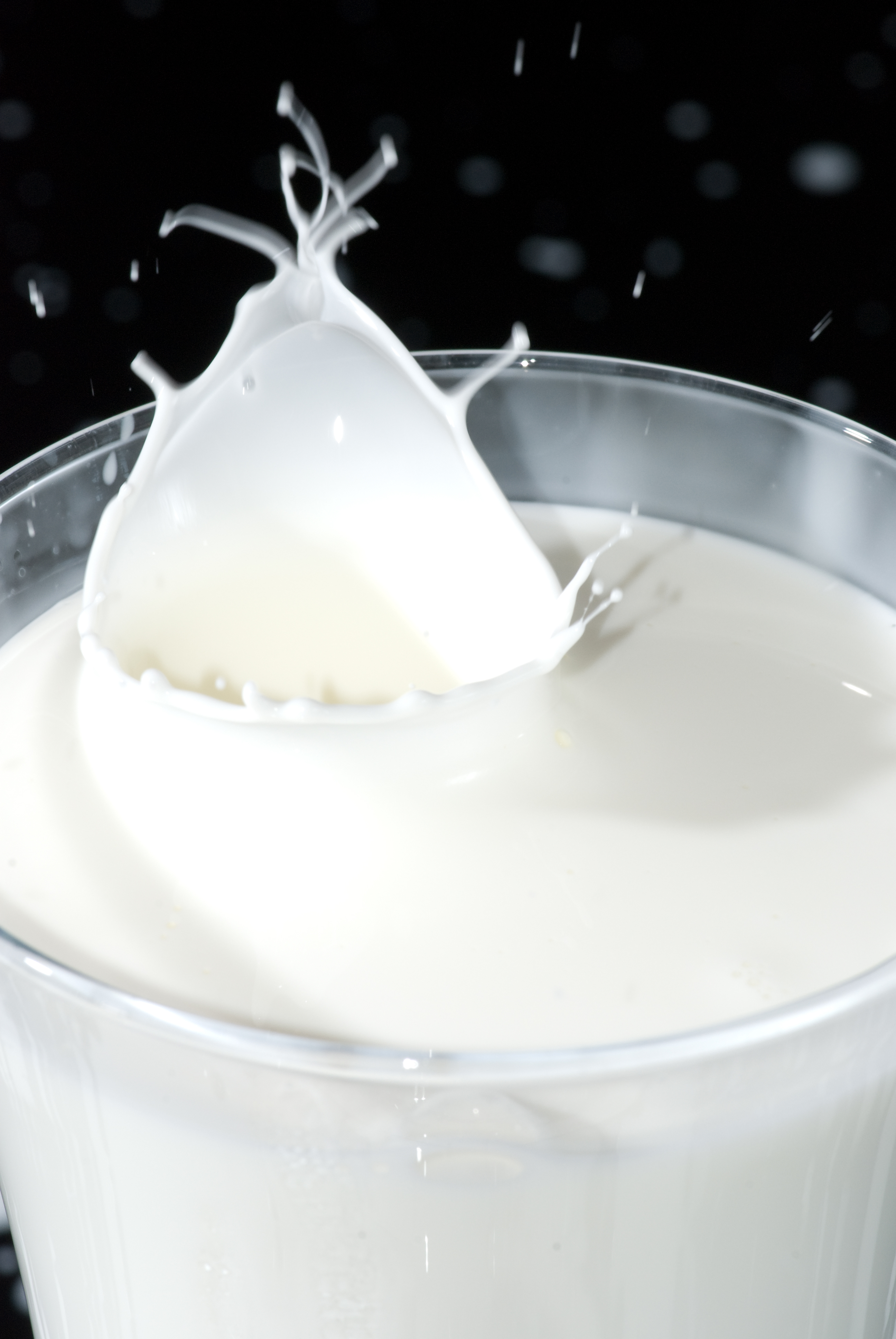
Giọt kem trên bề mặt của sữa

Kem sữa là một sản phẩm sữa bao gồm lớp chất béo cao hơn được tách ra từ mặt trên của sữa trước khi đồng nhất hóa. Trong sữa không đồng nhất, kem do có chất béo (có khối lượng riêng nhỏ hơn) sẽ nổi lên trên bề mặt. Trong sản xuất kem công nghiệp, quá trình này được tăng tốc bằng cách sử dụng máy li tâm gọi là "máy tách". Tại nhiều quốc gia, kem được bán ở một số cấp độ tùy thuộc vào tổng hàm lượng chất béo sữa. Kem có thể được sấy khô thành bột để vận chuyển đến các thị trường xa, và chứa hàm lượng chất béo bão hòa cao.
Kem tách từ sữa có thể được gọi là "kem ngọt" để phân biệt với kem được tách từ váng sữa, một sản phẩm phụ của việc làm pho mát. Kem Whey có hàm lượng chất béo thấp hơn và có vị mặn, thơm và "mùi pho mát" hơn. Tại nhiều quốc gia, kem thường được bán lên men một phần: kem chua, crème fraîche, v.v.  Cả hai hình thức có nhiều công dụng ẩm thực làm món ăn ngọt, đắng, mặn và thơm.
Kem được làm từ sữa động vật (đặc biệt là giống bò Jersey) chăn thả trên đồng cỏ tự nhiên thường chứa một số sắc tố caroten tự nhiên có nguồn gốc từ thực vật mà chúng ăn. Điều này mang lại cho kem một tông màu hơi vàng, do đó tên của màu trắng vàng: màu kem. Đây cũng là nguồn gốc của màu vàng của bơ. Kem từ sữa dê, sữa trâu nước hoặc từ những con bò thuộc hộ gia đình cho ăn hạt hoặc viên thức ăn từ hạt thì kem sữa có màu trắng.

## Trong ẩm thực

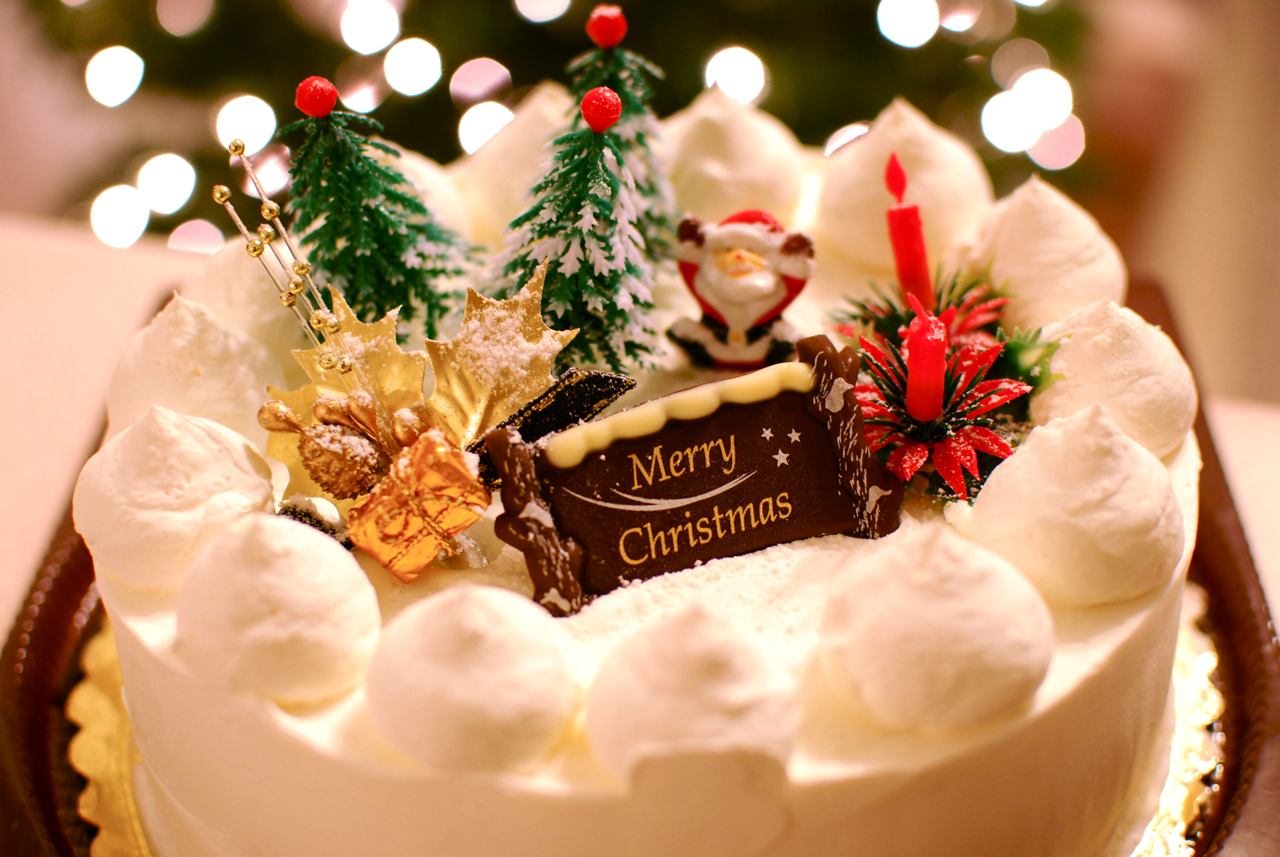
Bánh ga tô phủ kem.

Kem được sử dụng trong nhiều món ăn, bao gồm kem lạnh, nhiều loại nước xốt, súp, món hầm, bánh pudding và cũng được sử dụng cho các loại bánh ngọt. Kem tươi được dùng phủ lên trên sundae, sữa lắc, lassi, eggnog, bánh ngọt, hoa quả như dâu tây, việt quất, đào v.v. Kem Ailen là một loại rượu mùi có cồn, bao gồm kem với rượu whisky và thường có thêm mật ong, rượu vang hoặc cà phê. Kem cũng được sử dụng trong món cà ri Ấn Độ như món masala.

## Các loại kem
Các loại kem khác nhau được phân biệt bởi hàm lượng chất béo trong nó, dù kem đã được xử lý nhiệt, đánh bông hay đã được xử lý bằng các biện pháp khác hay chưa. Các quốc gia có quy định cho từng loại kem.

### Vương quốc Liên hiệp Anh và Bắc Ireland
Tại Vương quốc Liên hiệp Anh và Bắc Ireland, các loại kem được định nghĩa  như sau: 
| Tên tiếng Anh            | Hàm lượng chất béo tối thểu | Định nghĩa bổ sung                     | Công dụng chính |
| ------------------------ | --------------------------- | -------------------------------------- | --- |
| Clotted cream            | 55%                         | đã xử lý nhiệt                         | Dùng làm một loại thực phẩm. Là một phần trong trà kem truyền thống.                                                             |
| Extra-thick double cream | 48%                         | được xử lý nhiệt sau đó làm lạnh nhanh | Loại kem đặc nhất. được dùng trên bánh nướng, bánh pudding và món tráng miệng                                                    |
| Double cream             | 48%                         |                                        | Có thể đánh bông dễ dàng và là loại đặc nhất cho bánh pudding và món tráng miệng, có thể dùng ống bắt kem để nặn ra sau khi đánh |
| Whipping cream           | 35%                         |                                        | Đánh lên có độ bông tốt nhưng nhẹ hơn, có thể dùng ống bắt kem nặn ra sau khi đánh                                               |
| Whipped cream            | 35%                         | đã được đánh bông                      | Trang trí trên bánh, phủ lên kem, trái cây v.v.                                                                                  |
| Sterilized cream         | 23%                         | đã được tiệt trùng                     | |
| Cream or single cream    | 18%                         | chưa được tiệt trùng                   | Phủ lên bánh pudding, được sử dụng trong nước sốt và thêm vào cà phê.                                                            |
| Sterilized half cream    | 12%                         | đã được tiệt trùng                     | |
| Half cream               |                             |                                        | Không phổ biến, dùng trong một số loại cocktail                                                                                  |

### Hoa Kỳ
| Tên tiếng Anh          | Hàm lượng chất béo | Công dụng chính |
| ---------------------- | ------------------ | --- |
| Half and Half          | >= 10,5%, <18%     | Thêm vào cà phê (và trà) cho trắng. |
| Light cream            | > = 18%, <30%      | Cũng được gọi là "table cream" hoặc "kem cà phê". Dùng cho vào cà phê và cũng là thành phần để làm béo nước sốt và một số món ăn khác                                             |
| Whipping cream         | > = 30%, <36%      | Thường là 33%. Được sử dụng trong nước sốt và súp để trang trí. Một số sản phẩm có nhãn "whipping cream" có chứa một lượng nhỏ gelatin như một chất ổn định để giữ kem được bông. |
| Heavy (whipping) cream | > = 36%            | Khi đánh bông cho ngọn kem nhỏ. Được sử dụng để trang trí cho thêm phần sang trọng trên trái cây tươi hay ngũ cốc nóng.                                                           |
| Manufacturer's cream   | > = 40%            | Được sử dụng trong các mục đích thương mại và chuyên nghiệp. Không hay có sẵn tại cửa hàng cho đến gần đây.                                                                       |

Hầu hết các loại kem được bán tại Hoa Kỳ trong các cửa hàng đều chứa hàm lượng chất béo tối thiểu cho phép đối với sản phẩm đó, ví dụ: "Half and Half" hầu như chỉ chứa 10,5% chất béo.

## Các sản phẩm kem khác

Biểu đồ 50 loại sản phẩm sữa và các mối quan hệ, bao gồm cả kem (nhấp vào hình ảnh để phóng to).

Bơ được làm bằng cách đánh kem để tách bơ và sữa bơ. Có thể thực hiện bằng tay hoặc bằng máy.
Kem tươi được làm bằng cách đánh bông hoặc trộn không khí vào kem có hơn 30% chất béo, để biến kem lỏng thành một chất đặc, mềm.
Kem chua phổ biến tại nhiều quốc gia trong đó có Mỹ, Canada và Úc. Kem chua là kem (12 đến 16% chất béo hoặc hơn) được lên men tạo ra acid lactic (0,5% hoặc hơn), khiến cho kem chua và dày hơn.
Crème fraîche (28% chất béo) có vị hơi chua vì đã được lên men, nhưng không chua hay đặc như kem chua. Crema của Mexico (hay cream espesa) cũng tương tự như crème fraîche.
Smetana là một loại kem đặc (15% đến 40% chất béo) của vùng Trung và Đông Âu. Có thể ngọt hoặc chua.